# Fianoniella bituberculata
Fianoniella bituberculata là một loài tò vò trong họ Ichneumonidae.